# Evangelisch-Lutherische Kirche St. Dionysius (Neunkirchen bei Weiden)

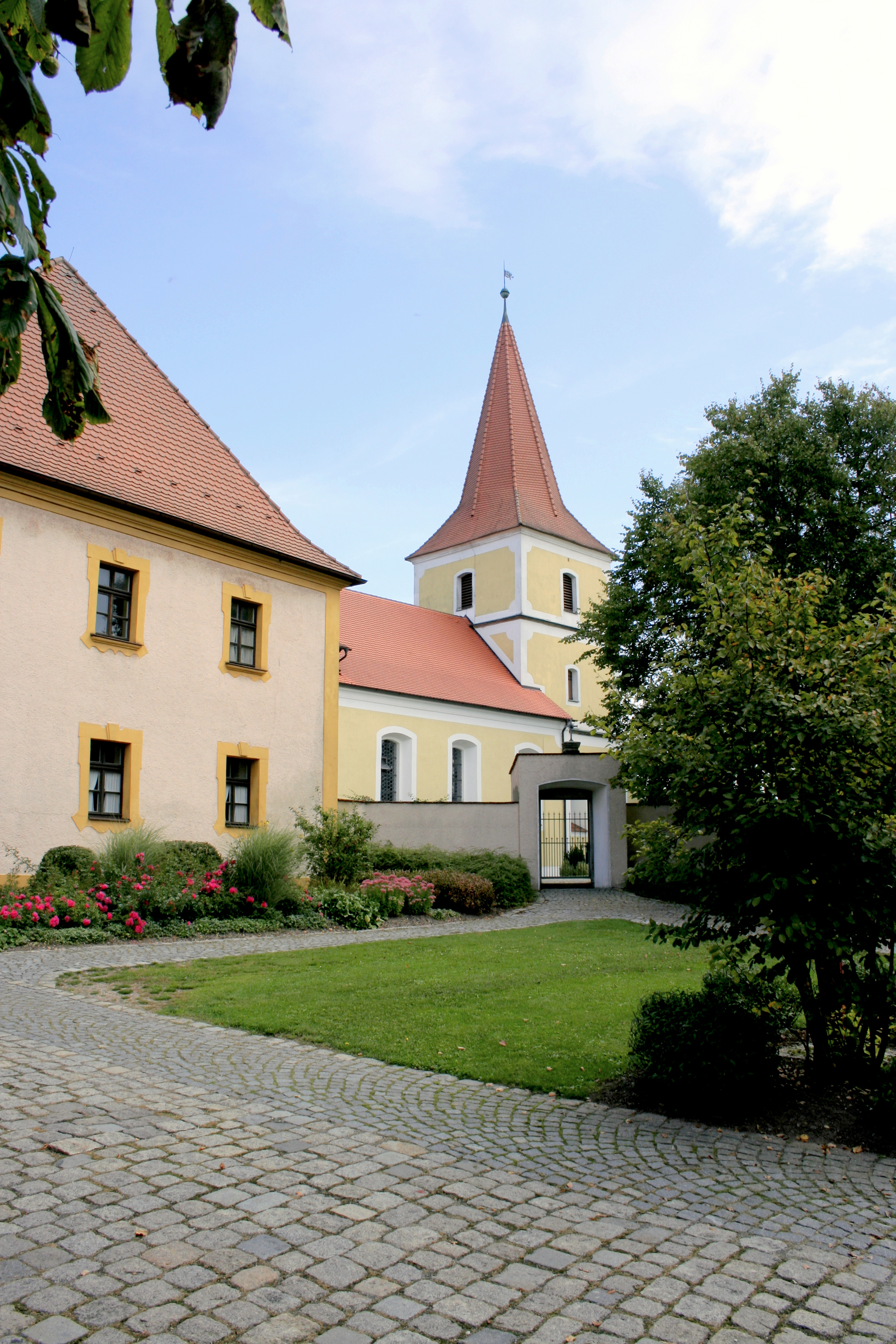
St. Dionysius evangelisch (Neunkirchen bei Weiden)

Die evangelisch-lutherische, denkmalgeschützte Pfarrkirche St. Dionysius, die von 1663 bis 1912 als Simultankirche diente, steht in Neunkirchen, einem Gemeindeteil der kreisfreien Stadt Weiden in der Oberpfalz. Die Kirchengemeinde gehört zum Evangelisch-Lutherischen Dekanat Cham/Sulzbach-Rosenberg/Weiden im Kirchenkreis Regensburg der Evangelisch-Lutherischen Kirche in Bayern. Das Bauwerk ist unter der Denkmalnummer D-3-63-000-155 als Baudenkmal in die Bayerische Denkmalliste eingetragen.

## Beschreibung
Das Langhaus geht im Kern auf die romanische Saalkirche zurück, die 1699 durch Brand beschädigt wurde. Der Chorturm im Osten des mit einem Satteldach bedeckten Langhauses erhielt 1780 seine heutige Form mit dem spitzen Helm. 
Der Innenraum des Langhauses ist mit einem Stichkappengewölbe überspannt, ebenso der des Chors, d. h. der des Erdgeschosses des Chorturms. Die Kirchenausstattung wurde historisierend im Baustil des 17. Jahrhunderts errichtet.